# Real Casa de la Aduana
La Real Casa de la Aduana, actual sede central del Ministerio de Hacienda de España, está situada en la calle de Alcalá de Madrid. Fue una de las grandes obras civiles del siglo XVIII, y las distintas reformas llevadas a cabo por razones funcionales no han modificado su apariencia original.

## Historia
La primitiva Casa de la Aduana, situada en la actual calle de la Bolsa (antigua plaza de la Leña), data de 1645. La falta de espacio ante el aumento progresivo de las competencias de la Aduana llevó en 1761 a Carlos III a encargar a Francesco Sabatini una nueva Aduana. El lugar escogido fue el ocupado por las Caballerizas de la Reina, entre el palacio de Juan de Goyeneche y el palacio de Torrecilla. Ocho años después, en 1769 las obras estaban prácticamente concluidas. 
En 1848 una reforma en  el sistema tributario llevó al traslado de la Dirección General de la Deuda Pública, la Dirección General de Aduanas y la Dirección General de Propiedades y Derechos del Estado, a la Aduana. Existía una fonda cercana, la Fonda Peninsulares.
Entre las distintas obras que se llevaron a cabo entre el siglo XIX y XX, destaca la restauración de la fachada principal, recuperando el aspecto original de la obra de Sabatini, en piedra vista. 
También se realizaron dos ampliaciones, ante el constante aumento de competencias. La primera de ellas fue la construcción de dos nuevas plantas. Para conservar el aspecto original, se situaron retranqueadas con respecto a la línea de fachada, de modo que no fueran visibles desde la calle. 
La segunda, en 1944, fue la construcción de una nueva ala. Para ello se demolió el palacio de Torrecilla y se levantó un edificio, que seguía el estilo arquitectónico de Sabatini, para facilitar su integración con el original y recuperaba la antigua fachada del palacio, datada en 1730. La obra estuvo a cargo de Miguel Durán Salgado. 
La Real Casa de la Aduana, que sigue albergando las oficinas del Ministerio de Hacienda, fue declarado bien de interés cultural el 27 de febrero de 1998.

## Descripción
Sabatini se inspiró en los grandes palacios italianos del XVI. Organizó la planta en torno a tres patios.  Entre los dos laterales dispuso el cuerpo de la escalera de acceso a las plantas superiores. 
El alzado se divide en tres alturas: 
- El primer cuerpo es de sillares almohadillados. En ella se abren cinco puertas: las tres centrales adinteladas y las dos laterales en arco de medio punto. Entre ellas se sitúan ventanas, también adinteladas.
- El segundo se articula mediante ventanales coronados por tímpanos triangulares y redondeados  alternativamente, con una gran balconada central,  situada sobre la puerta principal del cuerpo inferior que apoya sobre ménsulas decoradas.
- El tercero es similar al anterior: de ladrillo,  articulado con ventanales cuadrangulares simples.

Un ático con balaustrada remata el conjunto. Se apoya en mensulones agrupados de dos en dos en los espacios intermedios correspondientes a los ventanales de los cuerpos inferiores. 